# Cathédrale de la Nativité-de-Marie de Trebinje
Cette  cathédrale n’est pas la seule cathédrale de la Nativité-de-Marie.
La cathédrale de la Nativité-de-Marie est située en Bosnie-Herzégovine, sur le territoire de la ville de Trebinje. Elle a été construite entre 1880 et 1884 et est inscrite sur la liste des monuments nationaux de Bosnie-Herzégovine.